# 米納津村
米納津村（よのうづむら）は、かつて新潟県西蒲原郡にあった村。

## 沿革
- 1889年（明治22年）4月1日 - 町村制施行に伴い、西蒲原郡米納津村、庚塚新田、大保村新田、富永村、富永十兵衛新田、小島村、雀森村が合併し、米納津村が発足。
- 1901年（明治34年）11月1日 - 西蒲原郡佐渡山村の一部と合併し、米納津村を新設。
- 1954年（昭和29年）11月3日 - 西蒲原郡吉田町、粟生津村と合併し、吉田町を新設して消滅。